# Стариченко Микола Анатолійович
Микола Анатолійович Стариченко (нар. 2 липня 1973, село Саварка Богуславського району Київської області) — український діяч, голова Київської обласної ради з 17 травня 2019 по листопад 2020 року. Кандидат економічних наук.

## Освіта
Закінчив Білоцерківський національний аграрний університет, «менеджмент організацій і адміністрування»; Національний аграрний університет, маґістр державної служби.

## Кар'єра
1992—1993 рр. — електромонтер 3-го розряду з ремонту і обслуговування обладнання ЦСП-1 Київського ордена Трудового Прапора заводу художнього скла;.  
1993—1996 рр.— майстер електроцеху Київського ордена Трудового Прапора заводу художнього скла;
1996—1998 рр. — електрослюсар 3-го розряду з ремонту електричних машин ВАТ «Білоцерківській ТЕЦ»;
1998—1999 рр. — заступник директора АВПП «Меркурій»;
1999—2000 рр.— інженер з ОПіТБ та електрообладнання КПТМ «Узинтепломережа»;
2000—2001 рр. — директор житлово-комунального виробничого підприємства «Фурсівське» села Фурси Білоцерківського району Київської області;
2001—2002 рр. — керівник сектору з питань комунального господарства відділу містобудування, архітектури та ЖКГ;
2002—2003 рр. — начальник відділу капітального будівництва та житлово-комунального господарства Білоцерківської районної державної адміністрації Київської області;
2004—2005 рр. — провідний інженер, заступник начальника відділу служби автомобільних доріг у Київській області;
2005—2006 рр. — директор з капітального будівництва ТОВ «Епіцентр К»;
2006—2008 рр. — директор приватного підприємства «Енергобуд-М»;
Квітень - листопад 2008 р.— 1-й заступник голови Таращанської районної державної адміністрації Київської області;
2008—2014 рр. — директор Департаменту капітального будівництва Київської обласної державної адміністрації;
2014—2015 рр. — директор з капітального будівництва ТОВ Інститут «Білоцерківцивільпроект»;
З травня 2015 р. — асистент кафедри Менеджменту Білоцерківського національного аграрного університету;
Листопад 2015 р. — травень 2019 р. — заступник голови Київської обласної ради;
З 17 травня 2019 р. — голова Київської обласної ради. 30 липня 2020 року написав заяву про відставку з поста голови обласної ради та про складення депутатських повноважень.

## Громадська та політична діяльність
Кандидат у народні депутати від «Радикальної партії Олега Ляшка» на позачергових парламентських виборах 2019 року, № 36 у списку[1].

## Нагороди та відзнаки
Заслужений  будівельник України.